# Zagrebački književni razgovori
Zagrebački književni razgovori (ZKR) međunarodni su književno-znanstveni skup koji se održava u Zagrebu, u Hrvatskoj. 

## Povijest
Zagrebačke književne razgovore utemeljio je pjesnik Slavko Mihalić. Prvo su se put održali 1969. godine. Organizira ih Društvo hrvatskih književnika, u čijem se Klubu ovaj skup i održava. Održavaju se godišnje, obično početkom listopada. Sudionici su književnici, književni kritičari, književni prevoditelji i književni znanstvenici iz Hrvatske i inozemstva.

## Dosadašnje teme
Nepotpun popis:
- 29. ZKR (2008.): Suvremena književnost i memorija (od 9. do 12. listopada 2008.)
- 30. ZKR (2009.): Književnost i drama danas (od 1. do 4. listopada 2009.)[1]
- 31. ZKR (2010.): Biblijski poticaji u europskim književnostima (od 14. do 17. listopada 2010.)
- 32. ZKR (2011.): Rat u književnosti - književnost u ratu / War in Literature - Literature in War (od 20. do 23. listopada 2011.)[2]
- 33. ZKR (2012.): Književnost u drugim jezicima (od 4. do 7. listopada 2012.)
- 34. ZKR (2013.): Položaj književnika u suvremenoj Europi / The Position of Authors in Contemporay Europe (od 4. do 7. listopada 2013.)
- 35. ZKR (2014.): Godina 1914. i posljedice za europsku književnost / The Year 1914. and its Consequences for Euroepan Literature' (od 2. do 4. listopada 2014.)[3]
- 36. ZKR (2015.): Književnost u potrošačkom društvu / Literature in Consumer Society (od 1. do 4. listopada 2015.)[4]
- 37. ZKR (2016.): Jezik, književnost i nacionalni identitet / Language, Literature and Nationale Identity (od 6. do 9. listopada 2016.)[5]
- 38. ZKR (2017.): Hrvatska književnost u europskom kontekstu (od 6. do 7. listopada 2017.)
- 39. ZKR (2018.): Popularna i ozbiljna književnost - Ukrižavanje, recepcija, valorizacija
- 40. ZKR (2019.): Što je književnost danas? / What is Literature Today? (od 2. do 5. listopada 2019.)
- 41. ZKR (2020.): Književnost i pamćenje (od 7. do 10. listopada 2020.)[6]

## Vanjske poveznice
Mrežna mjesta
- Zagrebački književni razgovori, službeno mrežno mjesto
- Ivan Raos o 32. zagrebačkim književnim razgovorima, HAZUD (arhivirano)